# Jüdischer Friedhof Guxhagen

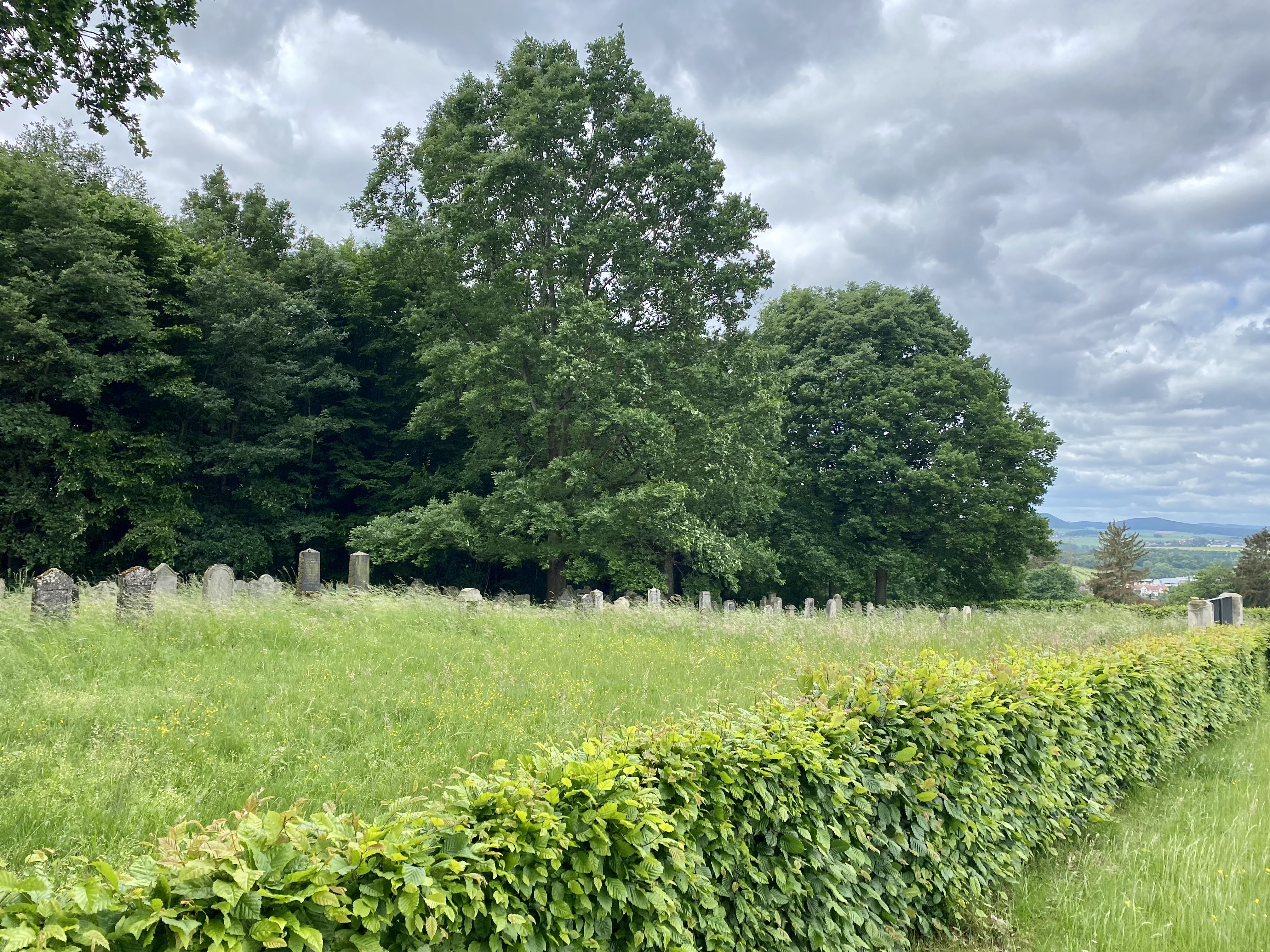
Jüdischer Friedhof Guxhagen

Der Jüdische Friedhof Guxhagen ist ein Friedhof in der Gemeinde Guxhagen im Schwalm-Eder-Kreis in Hessen.
Der 3065 m² große jüdische Friedhof liegt südlich der Albshäuser Straße zwischen Guxhagen und Albshausen, etwa 200 Meter östlich des Ortsausgangs von Guxhagen. Auf dem im Jahr 1809 eröffneten und 1837 umzäunten Friedhof befinden sich nach einem 1938 aufgenommenen Verzeichnis 123 Grabstätten. Über die Anzahl heute noch vorhandenen der Grabsteine gibt es bisher keine Angaben.